# Robert Swindells
Robert E. Swindells född 20 mars 1939 i Bradford, är en brittisk författare av ungdomslitteratur.
Swindells arbetade för en lokaltidning efter att ha avslutat sina studier vid 15 års ålder. Han tjänstgjorde sedan vid Royal Air Force och hade ett antal olika jobb innan han började arbeta som lärare. Hans första roman, When Darkness Comes, utkom (1973). Swindells kombinerade skrivandet med läraryrket fram till 1980, då han började skriva på heltid. Han vann Red House Children's Book Award med Brother in the Land, (1984), en roman som utspelar sig i en postapokalyptisk värld. Swindells har även fått pris för Room 13, (1990), Nightmare Stairs (1998) och Blitzed (2002). Hans ungdomsroman Stone Cold (1993), vilken handlar om hemlöshet, tilldelades Carnegie Medal, 1993.
Swindells är gift och har två döttrar och tre barnbarn.

## Priser och utmärkelser
- Carnegie Medal 1993 för Stone cold